# 国際コスパス・サーサット・プログラム
国際コスパス・サーサット・プログラム（こくさいコスパス・サーサット・プログラム、英語:International Cospas-Sarsat Programme、フランス語:Programme International Cospas-Sarsat、ロシア語:Международная Программа Коспас-Сарсат 略称:コスパス・サーサット）は、人工衛星を使用した捜索救難活動を率先する政府間組織。条約に基付き人道を目的とした非営利組織となり、世界45か国が加盟する。設立の目的は人的遭難、船舶の沈没や航空機の墜落などで使用される無線ビーコンの検出と特定、該当する緊急通報受理機関に対し検出された情報の転送を行うことを主な目的とする。
このシステム（プログラム）は全地球上をカバーする人工衛星ネットワークを使用しており、遭難信号の検出と位置の特定を行い、ビーコンの所有者または救助機関となる世界200を超える政府組織に対し情報の転送を行っている。コスパス・サーサットは1979年、カナダ、フランス、アメリカ、旧ソビエト連邦によって考案され、4か国で条約が締結されたことで運用が開始されており、コスパス・サーサット技術を用いた最初の救助は1982年9月に行われ、1988年7月1日に組織の最終合意署名が行われている。
なお名称であるコスパス（ロシア語:КОСПАС）とは「Космическая Система Поиска Аварийных Судов」のラテン文字転写表記となる「Cosmicheskaya Sistema Poiska Avariynyh Sudov」の頭文字となり「緊急船舶探査宇宙システム」の意味となり、1970年代半ば、ソビエトによって独自に開発された。サーサット（SARSAT）は「Search And Rescue Satellite-Aided Tracking」（捜索救難衛星補完式追跡システム）となり、フランス、カナダ、アメリカによって並行して開発が行われている。1982年の運用開始からこのシステムを使用した48,000名以上もの人命救助活動が行われている。

## 加盟国
- アルジェリア
- アルゼンチン
- オーストラリア
- ブラジル
- カナダ
- チリ
- 中華人民共和国
- キプロス
- デンマーク
- フィンランド
- フランス
- ドイツ
- ギリシャ
- インド
- インドネシア
- イタリア
- 日本
- 韓国
- マレーシア
- オランダ
- ニュージーランド
- ナイジェリア
- ノルウェー
- パキスタン
- ペルー
- ポーランド
- カタール
- ロシア
- サウジアラビア
- セルビア
- シンガポール
- 南アフリカ共和国
- スペイン
- スウェーデン
- スイス
- タイ王国
- トーゴ
- チュニジア
- トルコ
- アラブ首長国連邦
- イギリス
- アメリカ合衆国
- ベトナム
- 香港
- 台湾

## システム構成

### スペースセグメント

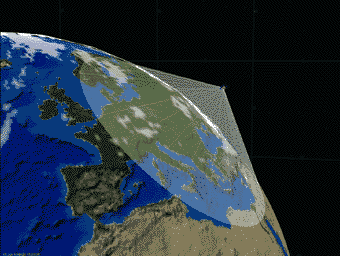
LEOSAR衛星のフットプリント領域

LEOSAR（Low-Earth Orbiting Search And Rescue）低軌道衛星
極軌道を周回する補完衛星となる。運用当初はシステムの主軸を担っていた。周回高度が低いことでフットプリントが小さい上、移動に伴い送受信できない空白域が生まれるため（Search and Rescue Processor, SARP）システムによるリアルタイム送信のほか、受信した信号を一旦蓄積するためストアアンドフォワード（Search and Rescue Repeater, SARR）モジュールが搭載されており、このモジュールにより通信可能な地上局が現れた際にまとめて送信を行う。アメリカ海洋大気庁が運用するPOES衛星と欧州宇宙機関が運用するMetOp衛星が使用されている。
GEOSAR（Geostationary Search And Rescue）静止衛星
静止衛星となり、信号処理を行う地上局であるGEOLUTと構成される。地球に対し固定された静止衛星のためビーコンの位置特定に用いるドップラー効果が使用できないため遭難信号の中継のみとなるが、受信した遭難信号を基に事前に登録されたID情報をデータベースから照会する仕組みとなっているため情報の精査を行う上で重要となり、遭難信号に位置情報が含まれている場合は位置の特定が可能となる。ビーコンの位置が特定できないことがGEOSAR衛星の欠点となるが、空白域を生まず全地球上をカバーするため必要であり、これにより24時間のリアルタイム通信が可能となった。アメリカ海洋大気庁のGOES衛星、インド宇宙研究機関が運用するINSAT衛星、欧州気象衛星開発機構が運用するメテオサットが使用されている。
MEOSAR（Medium Earth Orbiting Search and Rescue）中軌道衛星
2005年以降から運用された最新システムとなり、LEOSARとGEOSARの利点を融合させた機能を有しており、コスパス・サーサット・システムの主要衛星となる。高度も中軌道となりフットプリントもLEOSARに比べ7倍と大きく、ドップラー効果により瞬時にビーコンの位置が特定される。SARRトランスポンダを搭載した欧州連合が運用するガリレオ、ロシアのGLONASS、アメリカのGPSなどで構成される。また、GPSに関してGPS衛星やGPS Block IIFに搭載されたSバンド帯がコスパス・サーサット・システムで使用されている。2025年頃から打ち上げが予定されているGPS Block IIIFに搭載予定のLバンド帯の使用も計画されている。少なくとも24基の衛星で構成されており、地球上のどの場所においても常に4基以上によって監視されており、最終的に合計70基以上の衛星によってシステムが運用される。
中国も北斗衛星測位システムに使用される衛星の内6基がコスパス・サーサット用途に割り振られており、既に打ち上げが完了している。このほか、ガリレオで使用されるMEOSAR衛星を利用した「リターン・リンク・サービス（RLS）」が開始されており、これは救難信号を発したRLS対応のビーコンに対し「救難信号を受信した」と衛星からビーコンに対し送信することでビーコンにメッセージが表示される機能となっている。RLSを提供しているのは唯一ガリレオのみとなっており、この機能により要救助者に対し生存に関し重要な要素となる「安心感」を与えることを目的として開始されており、データから平均37秒で返信を行っていることが明らかとなっている。
日本でもRLSを利用した遭難信号に対する確認作業と自動遮断システムが研究されている。これは個人携帯用ビーコン（PLB）での誤送信率が75%、イーパブでは95%と共に高い水準にあり、各国とも救助リソースを無限に割ける訳では無く、本来SARの円滑化を目的とするため設置されたシステムであり、双方向通信を可能にすることで誤送信への対応や、救難活動は初動が重要であるため、専用受信機を設置した上で遭難情報を基に付近を航行する船舶などを呼び出し救助活動を促すことなどが計画されていることによる。

### 地上セグメント
LUT（Local User Terminal）受信局

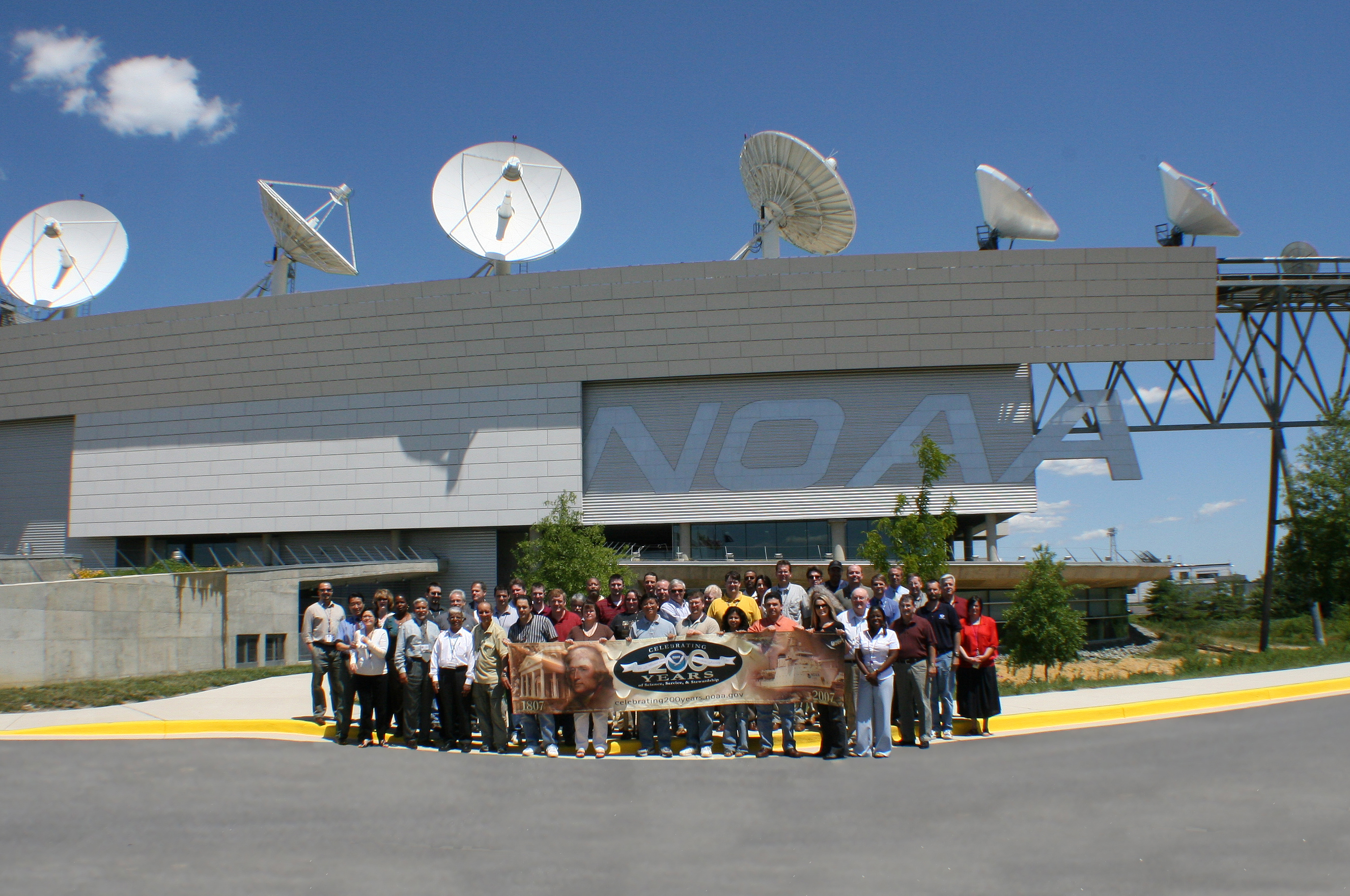
メリーランド州シュートランドにあるNOAA管理下である米国MCCセンターで記念撮影中の一コマ

衛星で受信された信号はLUTへ送信され、LUTは受信データの処理と遭難信号を発したビーコンの位置計算を行いMCCに対し緊急メッセージの送信を行う。2019年12月の時点で、LEOSAR衛星は60の委託された各国の政府機関や民間企業などの低軌道ローカルユーザー（low-altitude Earth-orbit local user terminals, LEOLUT）局によって追跡および監視が行われ、GEOSAR衛星は25の委託されたGEOLUT局によって、MEOSAR衛星は24の委託されたMEOLUT局によってそれぞれ追跡と監視が行われている。
MCC（Mission Control Center）情報集約センター
LUTからの信号を集約し該当するRCCに対し情報の送信行う情報集約センターとなる。世界各国に32のMCCが設置されており、この内2つのMCCは建設中である。アメリカでのMCCはメリーランド州シュートランドに設置されており、アメリカ航空宇宙局（NASA）によって開発されたシステムの運用はアメリカ海洋大気庁（NOAA）に引き継がれている。
日本ではLUTは横浜に、MCCは霞が関にある海上保安庁本庁舎内にある運用司令センターに設置されている。
RCC（Rescue Coordination Center）救助調整センター
RCCは加盟国の国内に設けられた救助調整センターとなり、警察、消防、沿岸警備隊、軍などビーコンの位置により適切な救助機関に対し指示を出すセンターとなる。日本では羽田空港内に設置された特殊救難隊が担っており、アメリカではアメリカ空軍とアメリカ沿岸警備隊によってRCCが運用されており、アラスカ地域ではアンカレッジにあるエルメンドルフ空軍基地内にアラスカ救助調整センター（Alaska Rescue Coordination Center, AKRCC) が設置されている。

## 設立の経緯

軽飛行機の各種アンテナ。胴体上部に設置されたものがELTアンテナ

捜索救難（Search and Rescue, SAR）の歴史は、軽飛行機と一部の船舶が窮迫下で作動する国際救難信号周波数として採用された「121.5 MHz」を使用した小型電池式の無線送信機を搭載し始めた1960年代に始まる。航空機用救命無線機（ELT）や非常用位置指示無線標識装置（EPIRB イーパブ）と呼ばれ、遭難信号を低電力で送信することができ、近くの管制塔や付近を飛行する航空機のみが受信することができる。なお、付近でしか受信できないことで捜索範囲を絞ることに繋がるが、逆に付近に航空機が居なければ受信できないこと意味し大きな課題となっていた。1970年代半ばまで25万を超えるELTやEPIRBビーコンがカナダ、ヨーロッパ、および米国で使用されている。これら非常通信機のお陰で多くの人命が救われているが、なお改善の余地が残されていた。
捜索救難衛星（SARSAT）の始まりは、2人の米国議会議員を乗せた航空機がアラスカの僻地で墜落した1970年にまで遡る。大規模な捜索活動が行われたが今日に至るまで航空機の残骸や遺体などは一切発見されていない。この痛ましい事故から米国議会では、米国内の全ての航空機に対し、墜落の衝撃で自動的にアクティブになるELTの搭載を義務付けたことが計画の契機となっており、搭載を義務付けたELTは15万基にもなり、SARで行われる位置特定作業に人工衛星を利用することができないかアメリカ航空宇宙局が研究を開始している。

## 歴史

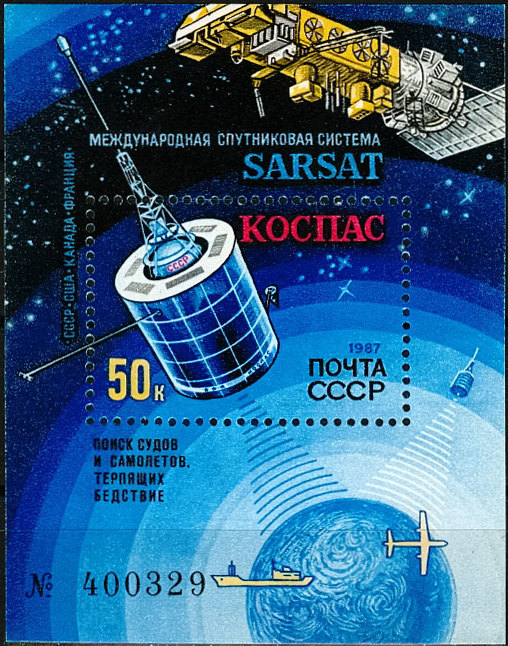
1987年、ソビエトで切手の図柄として採用されたコスパス・サーサット

1979年11月23日、ソビエト連邦のレニングラードにおいて「衛星を使用した救助活動に関する共同協力プロジェクト」に関しアメリカ航空宇宙局、海事艦隊省、フランス国立宇宙研究センター、カナダ通信局の4者間での覚書が取り交わされている。
最初のシステム衛星となる「COSPAS-1」は、コスモス1383号に搭載され、1982年6月29日にプレセツク宇宙基地から打ち上げられている。低軌道に投入されたCOSPAS-1は航空機用ELTと船舶用イーパブの2種類のみを指定した探索を開始している。3か月後の1982年9月、ジョナサン・ツィーゲルハイムが操縦する軽飛行機から発せられたELTの信号を探知しており、試験運用中であったオンタリオ州オタワに設置された地上局に対し信号が送信されたことでコスパス・サーサット情報を用いた初となる救助活動が行われている。救助当局はツィーゲルハイムの受傷状態からコスパス・サーサットがなければ恐らく死亡していたであろうとの報告が行われている。
2000年代初頭（米国では2003年）に、新しいタイプの遭難ビーコンとなるパーソナル・ロケーター・ビーコン（PLB）の利用が可能となったことで、携帯電話やトランシーバーでは緊急対応機関に連絡ができない個人での使用が開始されている。通常PLBは遠隔地でアウトドア活動を行う人、漁業、林業、土木などの仕事に従事する人々、並びにELTまたはイーパブの補助として小型航空機の操縦士や船員によって使用されている。
創始した4か国は「406 MHz」を使用した海事用イーパブの開発を主導している。イーパブはそれまで行われていた捜索救助（SAR）技術の重要な進歩と見做されており、コスパス・サーサットが設立される以前、民間航空では「121.5 MHz」の周波数を遭難に用いてきたが、軍事航空部門では倍数となる「243.0 MHz」を主要な遭難用周波数として使用しており、121.5 MHzを代用として利用している。一般航空向けELTは、旅客機や他の航空機によって監視される周波数となる121.5 MHzで送信するよう設計され、軍用機のビーコンは、軍事部門で一般的に使用される帯域となる243.0 MHzで送信するよう製造が行われている。
当初コスパス・サーサット・システムは「406 MHz」「121.5 MHz」「243.0 MHz」で送信されたビーコンを検出するように設計されている。しかし、多くの誤送信やアナログテクノロジーを用いた従来のビーコンである121.5/243.0 MHzを瞬時に識別することができないため、ELTから送信されたものなのかEPIRBからのものなのか判別できず、周波数安定度が良くない電波を基準に位置測定の計算を行うため測位誤差が大きく、旧式の遭難信号にはID情報が含まれておらず、誤送信に対する確認作業などの対応が難しいため、2009年2月1日を以てコスパス・サーサット・システムでは、121.5 MHzおよび243.0 MHzで送信されるビーコンの受信を停止しており、事前にビーコンの種類や国番号など各種IDが登録され、最新のデジタルコード化された406 MHzビーコンから発せられた遭難信号のみ処理している。なお、多くのELTは衛星検出用の406 MHzでの送信と従来の121.5 MHzでの送信が行われる様設計されおり、従来の電波は近づいた際など補助的に使用される。
緊急通報用ビーコンは1982年以降、飛躍的に進化を遂げており、最新の406 MHzビーコンにはGPSなどの衛星測位システム（GNSS）が組み込まれている。この種のビーコンは遭難信号で非常に正確な位置情報の送信を行う。遭難信号と位置情報はコスパス・サーサットを介しほぼ瞬時に救助機関に対し転送が行われており、送信機自体が発する位置情報に加え、受信する衛星側も周辺を通過する複数の衛星によるドップラー効果により瞬時に位置を特定する2層システムとなっており、信頼性の高い世界的カバレッジは、捜索救助機関のモットーである捜索救助から「捜索」を取り除くまでに大きく影響を与えている。